# Paradoxes
Paradoxes är debutalbumet av den franska sångaren Thierry Amiel. Det gavs ut den 13 oktober 2003 och innehåller 16 låtar.

## Låtlista
| Nr  | Titel                    | Längd |
| --- | ------------------------ | ----- |
| 1.  | Je regarde là-haut       | 3:52  |
| 2.  | Avant                    | 3:44  |
| 3.  | Les mots bleus           | 4:00  |
| 4.  | On s'envole              | 3:42  |
| 5.  | Ma belle histoire        | 3:46  |
| 6.  | Sans toi                 | 3:33  |
| 7.  | Entends-tu les hommes    | 3:20  |
| 8.  | Ce qu'on sera            | 3:14  |
| 9.  | Un jour arrive           | 4:06  |
| 10. | Changer d'air            | 4:18  |
| 11. | 2000 ans                 | 3:41  |
| 12. | Avec le temps            | 4:10  |
| 13. | Amsterdam                | 3:33  |
| 14. | Je suis malade           | 5:05  |
| 15. | L'aigle noir             | 5:48  |
| 16. | Quand on n'a que l'amour | 3:33  |

## Listplaceringar
| Lista               | Topplacering |
| ------------------- | ------------ |
| Belgien (Vallonien) | 10           |
| Frankrike           | 3            |
| Schweiz             | 16           |